# Hilde Pach
Hilde Pach (Goes, 24 september 1957) is een Nederlands vertaalster die sinds 1984 uit het Modern Hebreeuws en Jiddisj vertaalt. Ze heeft tientallen vertalingen op haar naam staan, waaronder de bestsellers van onder meer de Israëlische schrijvers Amos Oz, David Grossman en Nir Baram.
Pach studeerde Nederlandse taal- en letterkunde aan de Universiteit van Amsterdam. In diezelfde periode volgde ze eveneens de studie Hebreeuwse taal- en letterkunde, maar deze rondde zij niet af. In 2014 promoveerde ze aan diezelfde universiteit. Hiervoor verdiepte ze zich in de Koerant, de eerste Jiddisje krant in Amsterdam.
In haar vrije tijd deed Pach lange tijd aan hardlopen.

## Vertalingen (een kleine selectie)
- Hila Blum, Hoe je van je dochter moet houden. De Bezige Bij, Amsterdam (2022)
- Nir Baram, Aan het einde van de nacht. De Bezige Bij, Amsterdam (2020)
- Emuna Elon, Sonja's zoon. Atlas Contact, Amsterdam (2018)
- Amos Oz, Zwarte doos. De Bezige Bij, Amsterdam (2017)
- Amos Oz, Panter in de kelder. De Bezige Bij, Amsterdam (2016)
- Amos Oz, Judas. De Bezige Bij, Amsterdam (2015)
- Nir Baram, Goede mensen. De Bezige Bij, Amsterdam (2012)
- A.B. Yehoshua, Vriendschappelijk vuur. Wereldbibliotheek, Amsterdam (2010)
- Assaf Gavron, Krokodil van de aanslagen. Ailantus, Amsterdam (2009)
- Amos Oz, Mijn Michaël. De Bezige Bij, Amsterdam (2008)
- Amos Oz, Een verhaal van liefde en duisternis. De Bezige Bij, Amsterdam (2005)

## Prijzen
- Martinus Nijhoff Vertaalprijs (Prins Bernhard Cultuurfonds) (laureaat, 2014)
- Vertaalprijs Fonds voor de Letteren (winnaar, 2007)